# 6. Sinfonie (Beethoven)

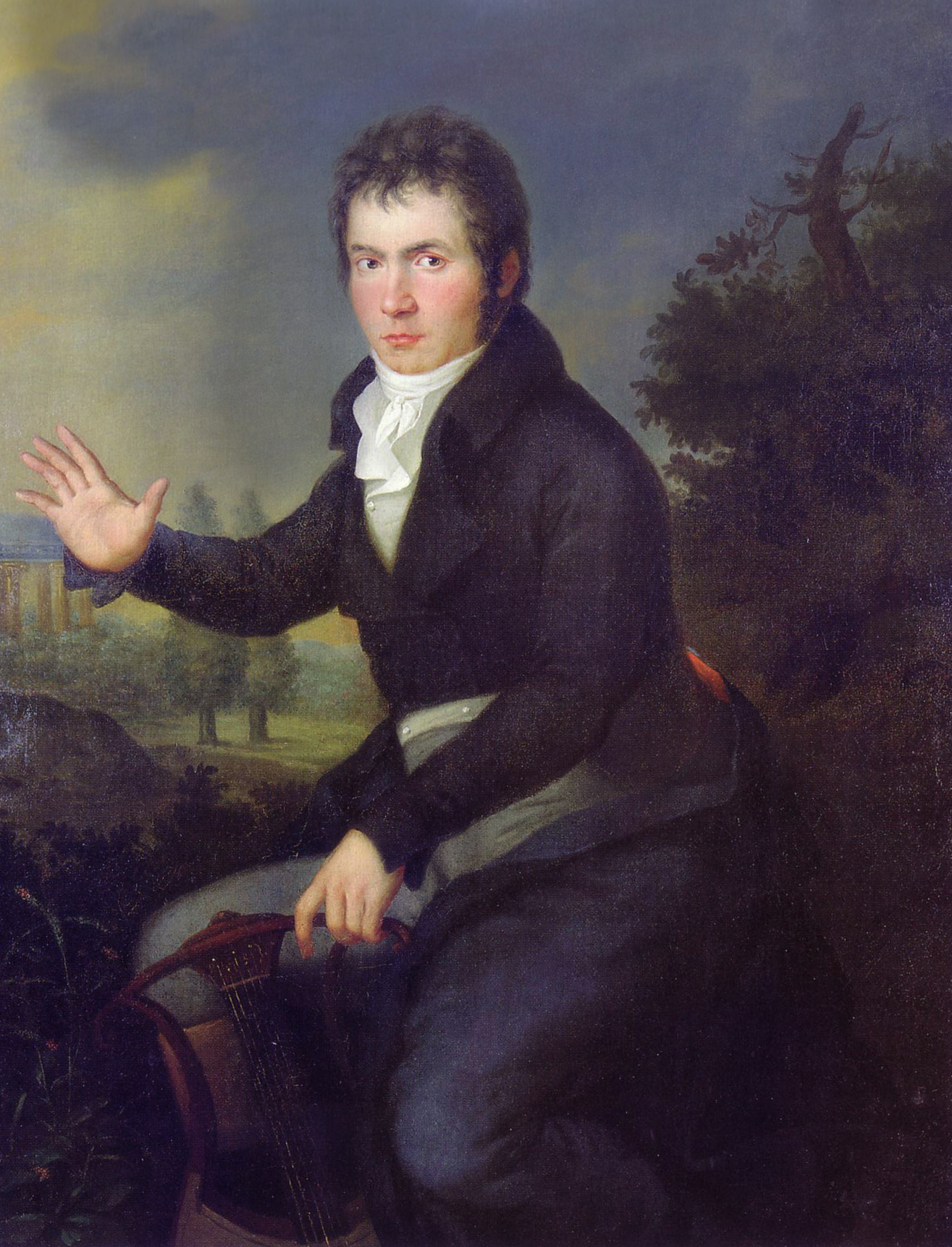
Ludwig van Beethoven (Porträt von Willibrord Joseph Mähler, 1804/05)

Die Sinfonie Nr. 6 F-Dur op. 68 von Ludwig van Beethoven mit dem Beinamen „Pastorale“ entstand 1807/1808, gleichzeitig mit der 5. Sinfonie, und ist eines seiner wenigen Werke mit explizit programmatischem Gehalt. Franz Joseph Maximilian von Lobkowitz und Andreas von Rasumowski gewidmet, besteht sie als einzige Sinfonie Beethovens aus fünf Sätzen. Die Uraufführung fand am 22. Dezember 1808 im Theater an der Wien statt. Die Spieldauer beträgt circa 43 Minuten.

## Entstehung
Die Pastorale sei eines der am reichhaltigsten dokumentierten Werke Beethovens, überliefert in einem Kaleidoskop von Material sowohl in Gestalt von Skizzen als auch in Form handschriftlicher Quellen des ganzen Werks in seiner endgültigen Gestalt, erläutert Jonathan Del Mar im Vorwort der Bärenreiter Urtext-Ausgabe.
Nach Vorarbeiten ab 1803 – also aus der Zeit während und kurz nach Beethovens Arbeit an der revolutionären 3. Sinfonie – entstand die 6. Sinfonie (op. 68) in den Jahren 1807 und 1808 gleichzeitig mit der 5. Sinfonie (op. 67) angeblich in Nußdorf und Grinzing, damals Vororte von Wien. Zwischen diesen beiden Ortschaften fließt der Schreiberbach: „Hier habe ich die Szene am Bach geschrieben, und die Goldammern da oben, die Wachteln, Nachtigallen und Kuckucke ringsum haben mitkomponiert.“ Dieses von Anton Schindler, Beethovens langjährigem Sekretär überlieferte Zitat ist jedoch zweifelhaft. Die Sinfonie wurde vermutlich in keinem der damaligen Vororte, sondern in Wien selbst begonnen.
Diese augenscheinlich unterschiedlichen Sinfonien Nr. 5 und Nr. 6 werden als Werke angesehen, die sich gegenseitig ergänzen und deshalb auch oft als „Schwesterwerke“ bezeichnet. So schrieb zum Beispiel im Jahre 1995 der US-amerikanische Musikwissenschaftler William Kinderman: „Wie die ‚Waldstein‘- und ‚Appassionata‘-Sonate stellen die Fünfte und die Sechste Sinfonie disparate musikalische Werke dar, die […] einander ergänzen“.

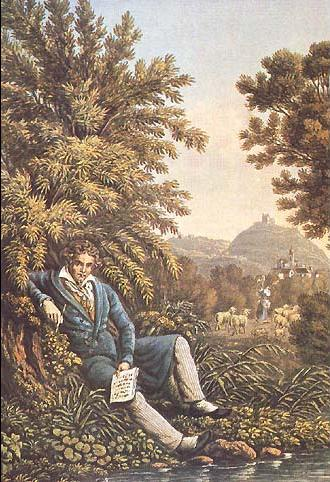
Darstellung Beethovens bei der Komposition der Pastorale (Lithographie von Franz Hegi aus dem Zürcher Almanach der Musikgesellschaft, 1834)

Beethoven war ein großer Naturliebhaber und mochte die Spaziergänge im Freien; zu seinen Lieblingsbüchern gehörte Betrachtungen der Werke Gottes im Reiche der Natur und der Vorsehung auf alle Tage des Jahres vom deutschen Theologen Christoph Christian Sturm. Und so schrieb er beispielsweise im Jahr 1815:

„Mein Dekret: nur im Lande bleiben. Wie leicht ist in jedem Flecken dieses erfüllt! Mein unglückseliges Gehör plagt mich hier nicht. Ist es doch, als ob jeder Baum zu mir spräche auf dem Lande: heilig, heilig! Im Walde Entzücken! Wer kann alles ausdrücken? Schlägt alles fehl, so bleibt das Land selbst im Winter wie Gaden, untere Brühl usw. Leicht bei einem Bauern eine Wohnung gemietet, um die Zeit gewiß wohlfeil. Süße Stille des Waldes! Der Wind, der beim zweiten schönen Tag schon eintritt, kann mich nicht in Wien halten, da er mein Feind ist.“

Als Vorläufer späterer Programmmusik hat Beethoven dieser Sinfonie die Eindrücke eines (Stadt-)Menschen in der Natur und pastoraler (= ländlicher) Umgebung zugrunde gelegt. Die fünf Sätze behandeln dabei verschiedene Situationen, die sich zu einem Gesamtwerk zusammenfügen. „Sinfonia caracteristica oder Erinnerung an das Landleben“ und „Sinfonia pastorella“ (mit dem Hinweis „wer auch nur je eine Idee vom Landleben erhalten, kann sich ohne überschriften selbst denken, was der autor [will]“) hieß die 6. Sinfonie in den ersten Skizzen; erst bei der Drucklegung nannte Beethoven sie „Pastoral-Sinfonie oder Erinnerungen an das Landleben“. Da Beethoven der musikalischen Darstellung eines außermusikalischen Inhalts im Sinne der Programmmusik kritisch gegenüberstand und zudem besorgt war, sein Werk könnte vom Publikum und der Kritik missverstanden werden, fügte er dieser Bezeichnung in Klammern den vielzitierten Zusatz „Mehr Ausdruck der Empfindung als Malerei“ hinzu und bestand auch auf wortgetreuer Wiedergabe dieser sorgfältig formulierten Bezeichnung auf dem Titelblatt der gedruckten Partitur, was bei der Erstausgabe im Jahr 1809 allerdings missachtet wurde. „Man überlässt es dem Zuhörer, die Situationen auszufinden“, so der Komponist. „Wer auch je nur eine Idee vom Landleben erhalten, kann sich ohne viele Überschriften selbst denken, was der Autor will.“ Dennoch ahmt Beethoven hier mit instrumentalen Mitteln Vogelrufe, die Schritte des Wanderers, das Plätschern eines Baches und ein Gewitter nach, wobei er durchaus von Joseph Haydns späten Oratorien Die Schöpfung und Die Jahreszeiten inspiriert worden war.

### Satzüberschriften

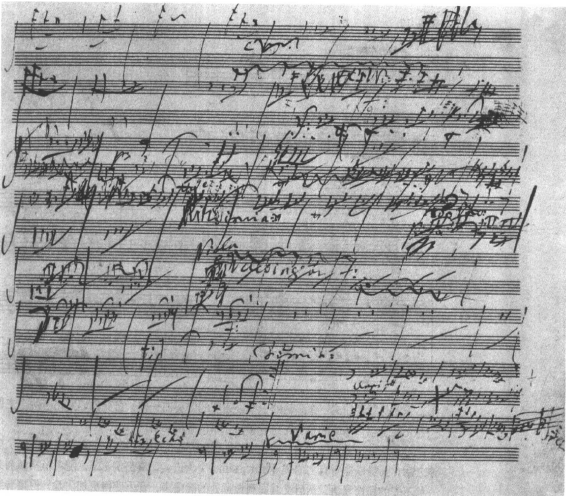
Partiturseite aus Beethovens Manuskript der 6. Sinfonie

#### Analyse

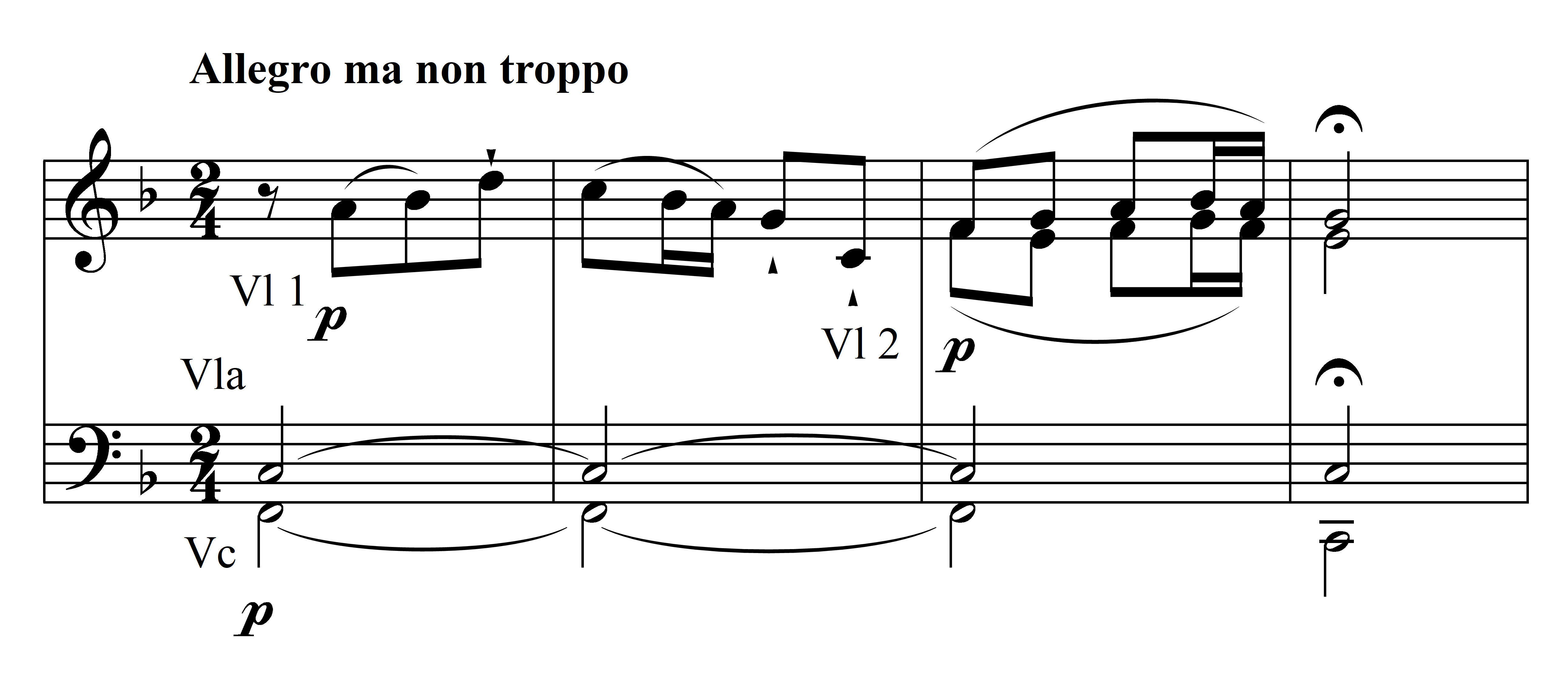
1. Satz, Motto (Takte 1–4)

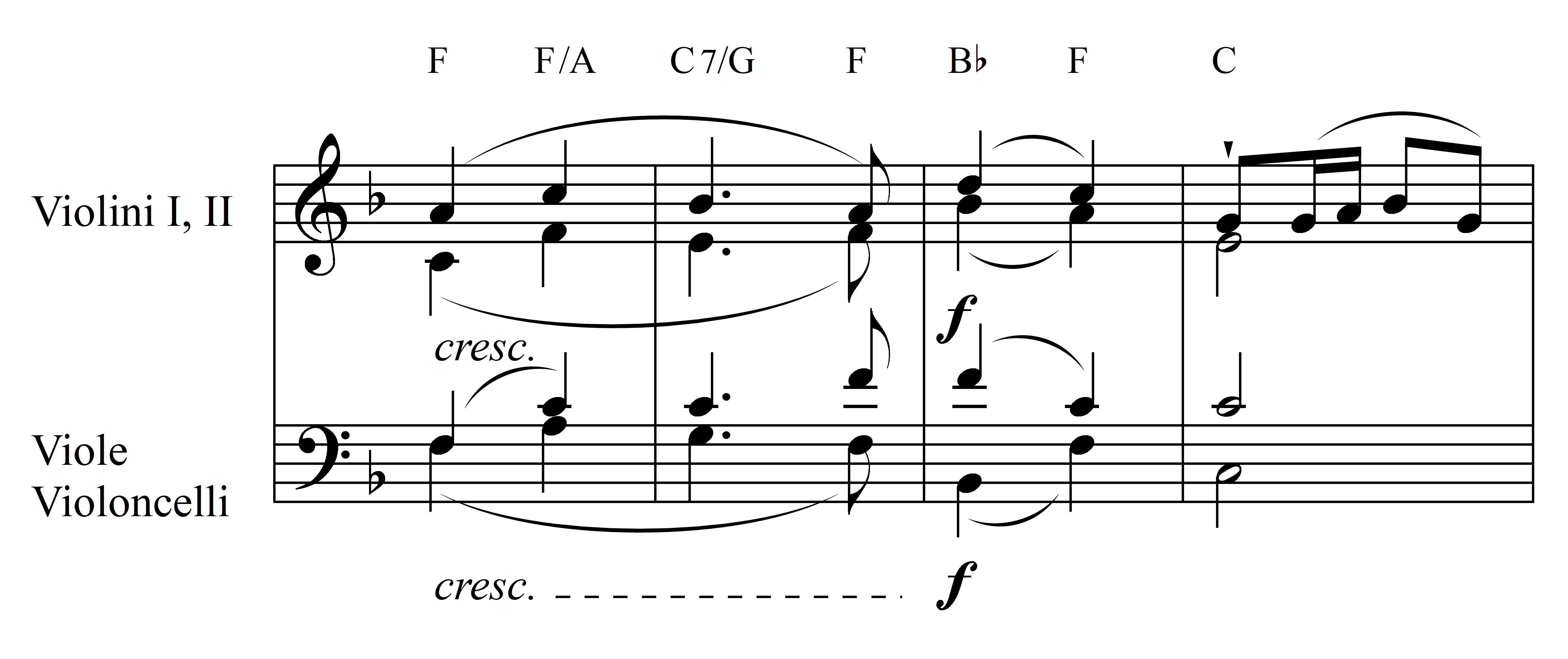
1. Satz, melodisch-homophone Geste (Takte 9–12)

### 2. Satz: Andante molto moto

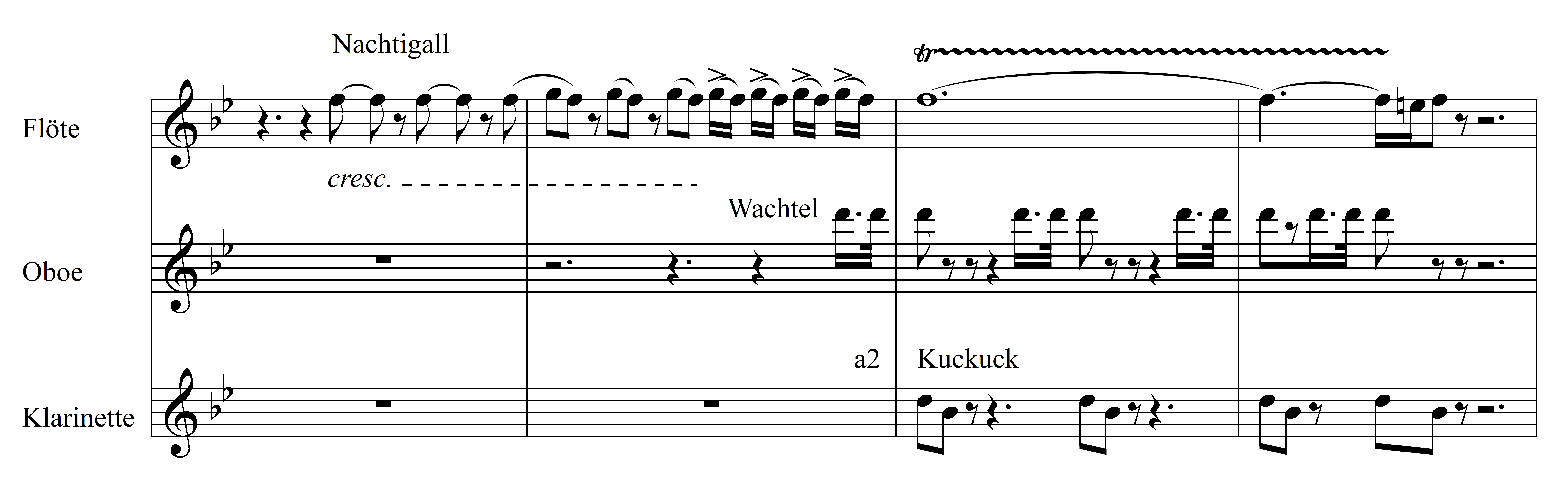
2. Satz, „Vogel-Kadenz“ (Takte 129–132)

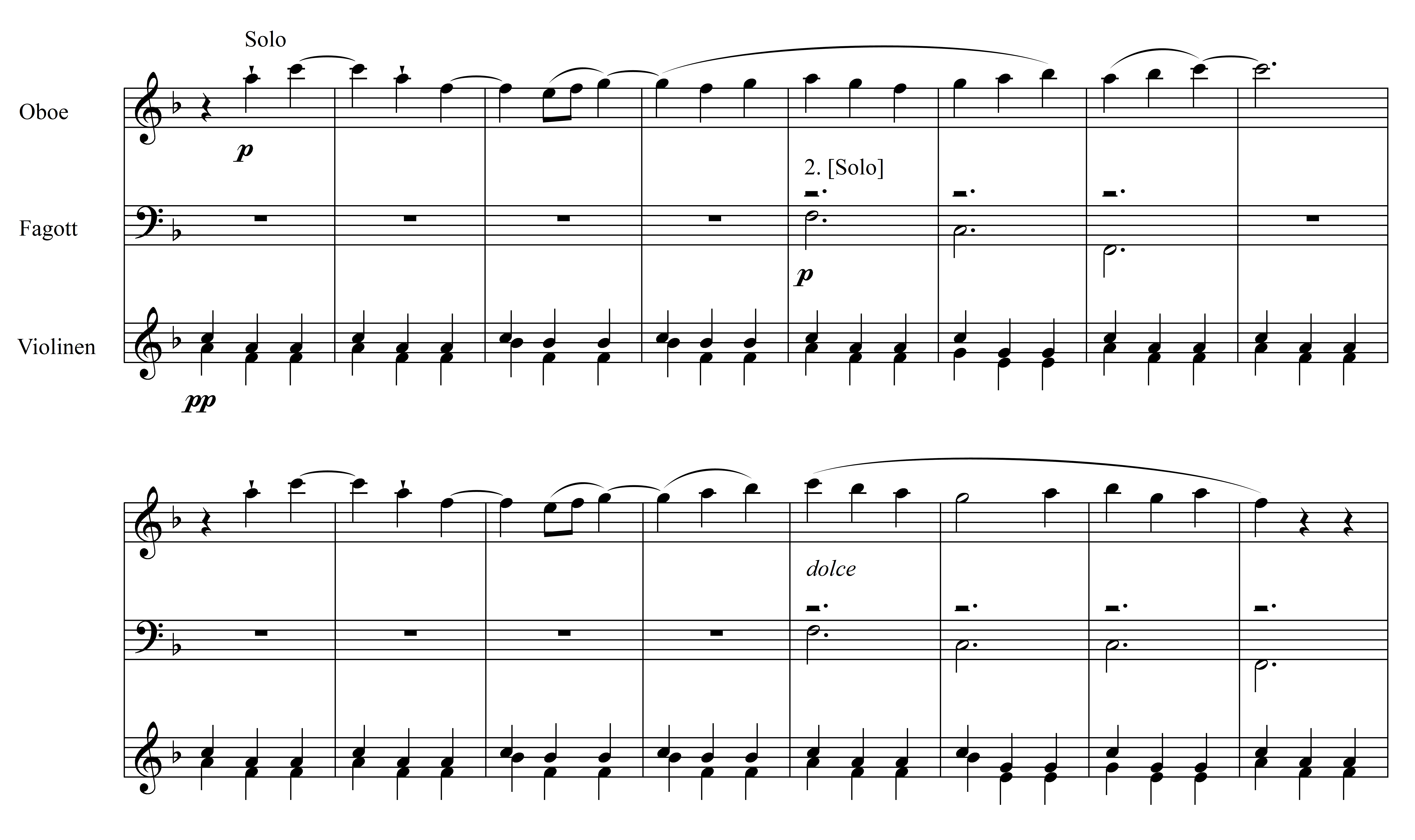
3. Satz, Dorfkapelle: Duett der Oboe mit dem Fagott (Takte 91–106)